# Ruiter (Roeselare)
De Ruiter is een gehucht in de Belgische stad Roeselare. Het landelijk plaatsje ligt zo'n 2,5 kilometer ten zuidwesten van de stadskern, net buiten de nieuwe buitenwijken van de stad en de grote ring (R32). De wijk ligt op de noordelijke valleioever van de Collievijverbeek. Intussen is De Ruiter stedelijk vergroeid met Roeselare.

## Geschiedenis
Reeds in het begin van de 18de eeuw dook de naam op. De plaats lag langs de oude weg van Roeselare naar Ieper. Op de Ferrariskaart uit de jaren 1770 staat de plaats weergegeven met slechts een beperkte bebouwing en is een herberg (le Cavalier Cabaret) aangeduid.
In 1819 besliste het Roeselaarse stadsbestuur zes scholen te erkennen, waaronder ook een schooltje in het gehucht, de zogenaamde Ruiterschool. Op de Atlas der Buurtwegen uit het midden van de 19de eeuw is de plaats weergegeven als het gehucht De Ruiter en wordt hier ook een molen aangeduid, maar deze verdween later.
In 1937 werd achter het schoolgebouw een kapel opgetrokken: de Ruiterkapel.

## Sport
In het gehucht speelt voetbalclub KSV De Ruiter Roeselare, sinds de tweede helft van de jaren 40 aangesloten bij de Belgische Voetbalbond. De club speelt in de provinciale reeksen, waar men nog steeds in de hoogste afdeling speelt.

## Standbeeld
Het paard en zijn ruiter vormen de symbolen van de wijk. In augustus 2012 werd naar aanleiding van 40 jaar wijkwerking het standbeeld "Paard en Ruiter" van Isidoor Goddeeris onthuld. Het ruiterstandbeeld staat zo gepositioneerd dat de blik van ruiter en dier gericht zijn naar Roeselare. Bevestigd aan het standbeeld: het gedicht "Ruiter te Paard" dat geschreven werd door Jef Soenens. 

## Nabijgelegen kernen

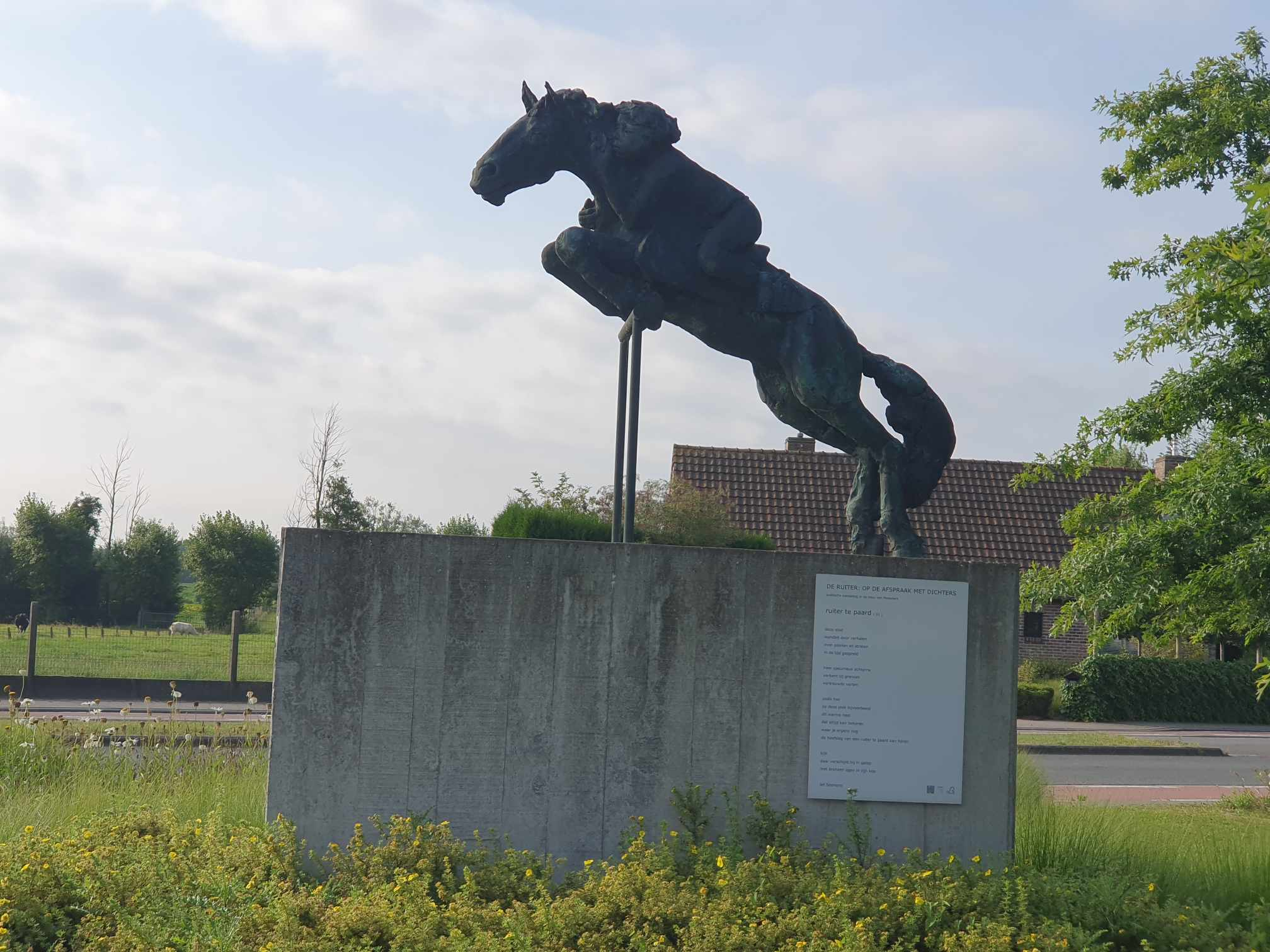
Standbeeld "Paard en Ruiter" van Isidoor Goddeeris.

Roeselare, Oostnieuwkerke, Zilverberg, Moorslede, Passendale
Deelgemeenten: Beveren · Oekene · Roeselare · Rumbeke

Overige dorpen: Beitem · Zilverberg

Wijken en gehuchten: De Ruiter · Schiervelde

Belgische gemeenten · Arrondissement Roeselare · West-Vlaanderen · Vlaanderen